# Pierre Zufferey
Pierre Zufferey, né le 9 septembre 1969, est un artiste peintre suisse d’origine valaisanne.

## Biographie
Pierre Zufferey est né à Sierre en Valais le 9 septembre 1969. C’est un peintre et graveur suisse associé depuis le début des années 1990 à l'art abstrait (abstraction lyrique, expressionnisme abstrait). Il est actif dans différents domaines artistiques : peinture abstraite, gravure, dessin et photographie. Il est membre de Visarte Suisse, Prolitteris, Suisa et de Sikart, Institut suisse pour l’étude de l’art. Il est l'un des représentants du mouvement de la peinture informelle.

## Formation
Il obtient un certificat fédéral de capacité (CFC) de dessinateur en bâtiment (1985-1989) avec succès.
Au début de sa trajectoire, le peintre Oskar Rütsche et le sculpteur André Raboud vont l’aider à confirmer ses choix artistiques.

## Expositions

### Expositions personnelles (sélection)
2020
- St-Tropez, galerie Hoffmann (France)[4]
- Mexico City, galeria C3 (Mexique)

2019
- Mexico City, galeria C3 (Mexique)

2018
- Sierre, galerie Huis Clos

2017
- Muggia, Museo d'Arte Moderna "Ugo Carà" (Italie)
- Trieste, galerie Lux Art Gallery (Italie)

2016
- San Luis Potosi, Museo Nacional de la Mascarà (Mexique)

2015
- Trieste, galerie Lux Art Gallery (Italie)

2014
- Ballens, galerie Edouard Roch[5]

2013
- Sierre, galerie Huis Clos

2012
- Genève, galerie Art'space

2011
- Sao Paulo, galerie Arte Aplicada (Brésil)

2010
- Montreux, espace du MAG

2009
- Ballens, galerie Edouard Roch

2008
- Martigny, galerie du Manoir[6]

2007
- Zurich, galerie Claudine Hohl

2006
- Sion, galerie Ferme Asile

2005
- Arth /Lucerne, galerie Meier

2004
- Champéry, galerie le Broisin

2003
- Zürich/Langnau, galerie Die Halle

2002
- Lutry, galerie Pomone

2001
- Thonon-les-Bains, galerie de la Visitation

1999
- Ballens, galerie Edouard Roch

1998
- Montreux, galerie Art-top

1997
- Lausanne, galerie Collis

1996
- Sion, galerie Grande Fontaine

1995
- Genève, galerie Ruine

1994
- Sierre, galerie de l'Hôpital

1989
- Sierre, galerie du Marché

### Expositions collectives (sélection)
2020
- New York, Art Vision Solar Panel Festival (USA)

2019
- St. Petersbourg, Gallery Master, biowoman (Russie)

2018
- Trieste, Centrale del Porto Vecchio, gruppo 78 (Italie)

2017
- San Luis Potosi, Museo Ferrocarril, gruppo 78 (Mexique)

2016
- Lefkada, Centro Culturale, groupe 43, (Grèce)

2015
- Sion, galerie la Grenette collection F 2000

2014
- Riddes, espace la Vidondée avec la Manufacture

2013
- Martigny, espace salon Prim'vert avec Visarte

2012
- Sierre, cave de Courten

2010
- Sierre, Cave de Courten

2009
- Yverdon, galerie de l'Hôtel de Ville

2008
- Neuchâtel, musée d'Art et d'Histoire

2007
- Monthey, installation waterproof avec Visarte

2006
- Chevenez/Porrentruy, galerie Courant d'Art

2005
- Vevey, Ferrari Art Gallery

2004
- Ballens, galerie Edouard Roch

2003
- Ballens, galerie Edouard Roch

2002
- Thonon, château Ripaille avec Visarte (France)

2001
- Aoste, casa della cultura avec Visarte (Italie)

2000
- Riddes, la Vidondée collection F 2000

1999
- Martigny, galerie du Manoir

1998
- Martigny, galerie du Manoir

1997
- Denges, galerie D'Arfi

1996
- Genève, galerie Couleurs du Temps

1995
- Sierre, espace Florey

## Collection publiques
- Banque Valiant, Lausanne
- Banque cantonale du Valais, Sion[7]
- Bourgeoisie de Sion, Sion
- Collection de la Médiathèque Valais, Sion
- Artothèque Médiathèque Valais, Sion
- Stiftung Kunst im Spital, Viège
- Clinique des Grangettes, Genève
- Hôtel Ambassador, Genève
- Fondation Pierre Gianadda, Martigny
- Fondation Pierre Arnaud, Lens

## Collection privée
Les œuvres de Pierre Zufferey sont présentes en Suisse ainsi qu'à l'étranger.

## Note et référence
1. ↑  « BIOGRAPHIE », sur www.pierrezufferey.ch (consulté le 16 avril 2021)
2. ↑  « Beaux-arts. Les forces de l'abstraction », Le Temps,‎ 6 mai 2008 (ISSN 1423-3967, lire en ligne, consulté le 16 avril 2021)
3. ↑  Collectif, « 1 foire international d'art contemporain », Lausanne Art fair magazine,‎ mai 2017, p. 5 p (lire en ligne)
4. ↑  Jean-François Albelda, « Zufferey et Raboud en tandem », Le Nouvelliste,‎ 8 juillet 2020, p. 12 (lire en ligne).
5. ↑  Laurence Chauvy, « Pierre Zufferey, nouvelles formes », Le Temps,‎ 16 septembre 2014 (lire en ligne, consulté le 23 décembre 2023).
6. ↑  « Pierre Zufferey », sur manoir-martigny.ch (consulté le 23 décembre 2023).
7. ↑  « Liens de sang », sur bcvs.ch (consulté le 23 décembre 2023).